# Фрејзерово острво
Фрејзерово острво (енгл. Fraser Island, абориџински: K’gari, у преводу: Рај) је најдуже пешчано острво на свету. Простире се на 184 000 хектара. Смештено је на источној обали Аустралије, 200 km северно од Бризбејна у Квинсленду.
Острво је 1992. године стављено на Унескову листу Светске културне и природне баштине. Под заштитом је владе Аустралије које га је прогласила националним парком – Велики пешчани национални парк (енгл. Great Sandy National Park).

## Откриће острва
Прво спомињање Фрејзеровог острва датира из 1770. године, када је британски истраживач, капетан Џејмс Кук пловио дуж источне обале Аустралије. Кук и његови сапутници сматрали су да се ради о полуострву, а не о острву. Неколико година касније истраживач Метју Флиндерс искрцао се на његову обалу. У његовом личном дневнику забележио је: „... нема веће пустаре од овог полуострва...“. Убрзо је напустио острво, не откривши његове природне чари које су се налазиле само пар километара од њега.

## Добијање назива
Данашњи назив, острво је добило након једне трагедије. Капетан Џејмс Фрејзер и његова супруга Елајза Фрејзер преживели су, 1836. године, бродолом једрењака Свирлинг Каслс, након чега су доспели на ово острво. Припадници једног урођеничког племена убили су капетана, али је Елза касније спашена. Због те трагедије, у знаку капетана Џејмса, дотадашњи назив Велико пешчано острво, промењено је у Фрејзерово острво.
Поред ова два имена, острво има још једно име. Домороци су своје острво називали к’гари – што у преводу значи рај. Овај назив је још увек активан код староседелаца.

## Клима
Фрејзерово острво има суптропску климу са умереном температуром.
Просечна температура на обали је између 22 и 28 °C у децембру, а у јулу она се креће између 14 и 21 подељка целзијусове скале. Температуре у унутрашњости копна могу бити екстремно високе. 
Годишња количина падавина износи око 1200 mm на обали, и око 1800 mm у унутрашњости. Кишовити период траје од јануара до марта, док суша преовладава у зимским и пролећним месецима.
Летње буре су уобичајене, и обично се јављају повремено дуж пешчаних обала.

### Рељеф
Фрејзерово острво дугачко је 120, а широко 25 km, његова површина износи око 184 000 хектара. Масивна пешчана брда издижу се и до 250 метара изнад нивоа мора, што ово острво чини највишим те врсте у свету.

Докази указују на то да безбројне тоне песка, од којих је острво настало, потиче са Великих разводних планина, планинског ланца који се простире дуж читаве обале Аустралије. Током времена, на тим планинама су обилне падавине проузроковале одроне стена, које су бујице потом односили до река и океана. Под дејством морских струја, стене су претворене у ситан песак који се постепено таложио на морском дну ка северу. Песак се нагомилавао на простору ограниченом ртовима и формацијама стена које су се издизале са морског дна. Тако је настало Фрејзерово острво.

## Слатководна језера
Прилично изненађујућа чињеница је да се широм острва у удубљењима и пешчаним динама налази 40 слатководних језера. Нека од њих су смештена у великим депресијама на врху високих пешчаних дина. Воду у њима задржавају слојеви, на дну, сачињених од делимично иструнулог лишћа, кора и грана.
На острву се налазе и језера која су настала у динама код којих је дно депресије испод горњег нивоа подземних вода. Слатка вода продире у удубљења у динама, стварајући базене са чистом кристалном водом коју филтрира песак.
Вода у језерима се обнавља захваљујући падавинама чија количина износи око 1500 mm годишње. Вода која не заврши у језерима или у песку, формира реке које се крећу ка мору. Процењује се да се из једне такве реке, у Тихи океан улива више од 5.000.000 литара воде на сат.

### Јединствене шуме
Због обиља воде Фрејзерово острво је обрасло бујном вегетацијом. Пешчано тло је сиромашно хранљивим материјама и зато је обично непогодно за раст прашуме. Међутим, Фрејзерово острво је једно од неколико места на Земљи где прашуме бујају управо на пешчаном тлу. Штавише, оне су некада биле толико густе да су преко 100 година коришћене за производњу грађе.
Међу шумарима су нарочито биле цењене две врсте еукалиптуса и једна врста бора.
Дрвеће које овде расте високо је и преко 45m, и достиже ширину од 2 до 3 метра.
Неке врсте дрвећа, која су иначе погодна за примену у столарству за производњу терпентина, коришћено је за израду зидова Суецког канала.
Међутим, данас је на острву сеча шума обустављена због масовног уништавања дрвета које спада међу најквалитетније на свету.

### Абориџини
Абориџини (другачије: домороци, урођеници, староседеоци) населили су острво пре око 5000 година. Археолошка ископавања утврдили су да их је у почетку било свега око 200-300 чланова. Захваљујући природи острва и њеној разноврсности, убрзо су прерасли у популацију од око 2000 до 3000 чланова.
Долазак Европљана донео им је пропаст и друштвени слом. Почетак истраживања Метју Флиндерса 1802. за њих је значило почетак њиховог краја. Иако Метју напушта острво не истражујући га, не слутећи шта се све крије у њему, домороци га опажају. 1836. капетан Џејмс Фрејзер и његова супруга Елајза доживљавају бродолом једрилице. Морске струје их одбацују до обале острва, где ће их урођеници ухватити и заробити. После вишенедељних мучења, Џејмс умире. Елајза успева да се избави из руку Абориџина и после шест недеља проведених на острву, напушта га. То је проузроковало борбе 1840. године, после којих је живот домородаца осуђен на пропаст. Абориџини нису могли ништа да ураде са својим копљима, луковима и стрелама. Једноставно, европски барут је био надмоћнији.
Од 1904. Абориџини одлазе да живе у Крисланду, и другим деловима Аустралије. Данас, поред становања на копну, Абориџини живе и у K’Gari Camp на Фрејзеровом острву, и то у малом броју. 